# Clarias werneri
Clarias werneri là một loài cá thuộc họ Clariidae. Nó được tìm thấy ở Burundi và Tanzania. Các môi trường sống tự nhiên của chúng là sông và hồ nước ngọt. Nó bị đe dọa do mất môi trường sống.